# Clube Desportivo das Aves
O Clube Desportivo das Aves, também conhecido como CD Aves ou CD Aves 1930, é uma equipa portuguesa multidesportiva, fundada em 12 de Novembro de 1930 e sediada em Vila das Aves (Santo Tirso).
Vencedor, no futebol sénior, da Taça de Portugal de 2017–18 e do campeonato da Segunda Divisão de 1984/85, este clube compete ainda nas modalidades de futsal e voleibol, em vários escalões masculinos e femininos.
Em 2020, na sequência de uma grave crise financeira em torno da SAD, o Desportivo das Aves foi despromovido ao Campeonato de Portugal, tendo sido posteriormente desclassificado desta prova, após falhar as duas primeiras jornadas da mesma.
Em 8 de outubro de 2020, o clube de futebol foi refundado com a designação Clube Desportivo das Aves 1930, competindo atualmente na 1ª Divisão Distrital da Associação de Futebol do Porto, Esta alteração não afetou a secção de voleibol do clube, que manteve a designação original.

## História
Foi fundado por um grupo de amigos que regularmente se reunia na “Sapataria do Pedras”, junto ao mercado da Vila das Aves, na rua General Humberto Delgado. José Pedrosa Mendonça Balsemão, com apenas 22 anos, foi o principal mentor da criação de um clube desportivo na freguesia de S. Miguel das Aves.
A primeira sede foi instalada no rés-do-chão de um prédio na Rua Silva Araújo, onde atualmente está sedeada a Foto Aviz, possuindo bar e um bilhar com o intuito de reunir os associados do clube, sendo habitual a reunião de todos para no domingo de Páscoa receber as três cruzes do compasso.
Posteriormente, a sede transferiu-se para o antigo edifício da Casa-Pensão “A Primorosa das Aves”. Os fundadores do clube designaram como primeiro presidente da história o regedor Manuel Sousa Neto, sendo Benjamim Lemos o primeiro sócio, ficando ao mesmo tempo estipulado que os associados pagariam uma quota no valor de 25 tostões.
A atividade futebolística iniciou-se na época 1931/32 através da criação da equipa de Honra e outra de Reservas, denominadas “Onze Vermelhos das Aves” por analogia com o nome que era atribuído à seleção belga de futebol na altura, “Onze Diabos Vermelhos”. Os também denominados “craques do gorro”, por usarem uns gorros na cabeça para proteção contra o frio, realizaram o primeiro jogo a 26 de abril de 1931, no Campo da Passarada, no Lugar da Tojela, frente à equipa do Negrelos Sport Club. Alguns jogadores desta equipa integraram, posteriormente, o plantel oficial do CD Aves, que realizou o primeiro encontro frente ao Sporting Club de Guimarães, a 13 de setembro de 1931. Em 1932, o nome de “Os Onze Vermelhos das Aves” foi alterado para a denominação atual “Clube Desportivo das Aves”, por recomendação das autoridades oficiais da época, que alicerçaram a sua “sugestão” por entenderem que a designação inicial tinha “conotações comunistas”. Não foi porém esta a primeira designação oficial que o clube adoptou, pois, inicialmente, denominava-se de “Onze Vermelhos das Aves”. Sucede que pela alusão ao termo “vermelhos”, expressão naquela época conotada ao comunismo, foi determinado pelas autoridades a mudança do nome do clube.
Na sequência de uma cisão no seio dos “Vermelhos”, em 1932 foi criado o “Sport Club Avisense” ou “O Clube dos Amarelos”, constituído por alguns elementos que não concordaram com a passagem do Campo da Passarada para o das Fontaínhas. O nome ficou a dever-se com a cor dos equipamentos e aos Bombeiros de Santo Tirso (Amarelos). O campo das Fontaínhas recebeu, posteriormente, o nome de Bernardino Gomes, uma forma de homenagear o saudoso avense que introduziu grandes benefícios no campo, cuja inauguração teve lugar a 19 de junho, com uma derrota, por 4-2, frente ao Majestic, de Ermesinde. O novo campo foi nessa altura, e antes do encontro, benzido pelo pároco Álvaro Guimarães. “O Clube dos Amarelos” passou a jogar no Campo da Bela Vista, no lugar de Quintão, propriedade de Armando Pinheiro de Carvalho Guimarães, que o cedia fora das épocas de cultivo. O recinto improvisado foi oficialmente inaugurado a 29 de abril de 1934, frente aos galegos do Desportivo Guardes, de La Guardia. Para a história do encontro ficou o registo da goleada por seis bolas a zero, e já na curta existência dos “amarelos”, ficou um outro resultado expressivo (7-0), mas, desta vez, diante dos rivais “vermelhos”, em jogo relativo ao campeonato concelhio, disputado a 4 de novembro de 1934. A 10 de março de 1935, no célebre jogo do “tira-teimas”, disputado em campo neutro, no Porto (Campo do Luso), os “vermelhos” derrotaram novamente os seus rivais por 3-0, originando, com isso, que apesar da inscrição no campeonato concelhio, a formação “amarela” não comparecesse aos jogos, acabando por se extinguir, culminado, assim, um curto, e pouco profícuo historial.
O Clube Desportivo das Aves começou a afirmar-se a nível concelhio, numa rivalidade com o vizinho FC Tirsense, passando, depois, pelos distritais, até que em 1987 regressou à denominada Divisão de Honra e nunca mais desceu de escalão, sendo um dos únicos clubes em Portugal que tendo ascendido à segunda divisão sempre se manteve nas competições profissionais. A primeira participação em provas oficiais remonta à longínqua época 1932/33, militando, na altura, no Campeonato Regional da II Divisão da Associação de Futebol do Porto, tendo-se sagrado dois anos mais tarde, e pela primeira vez, campeão concelhio. Na temporada seguinte, o fundo vermelho dos equipamentos recebeu as listas brancas na horizontal, para a partir de 1935 começarem a ser utilizadas as riscas na vertical. O emblema do clube foi idealizado pelo vizelense Eduardo Teixeira, que alinhava como extremo-direito na equipa dos “Vermelhos”. A partir da década de 40 começou a ascensão desportiva do clube, fruto do apoio de várias figuras ilustres da terra, consubstanciada em consecutivas subidas de divisão. As bodas de prata, assinaladas em 1955, durante a presidência de Hernâni Pereira Ferraz, conduziram a um assinalável aumento do número de sócios, com a curiosidade de, na altura, existirem apenas duas mulheres filiadas no clube. Nesse mesmo ano, a elevação de S. Miguel das Aves à categoria de vila e o nascimento do “Jornal das Aves” contribuíram para uma maior notoriedade do clube e consequente divulgação das suas atividades. O salto foi dado logo no ano seguinte com a subida à 1.ª Divisão Distrital do Porto e o grande propósito passava pela chegada à III Divisão Nacional, meta, entretanto, alcançada.
Em finais dos anos 60 o nome do CD Aves disparou para a ribalta, quando, pela primeira vez na sua história, recebeu o Sporting, um dos “grandes” do futebol nacional, em jogo dos 32 avos de final da Taça de Portugal, em 1968/69, que perdeu por duas bolas a zero. A época de 1972/73 fica para sempre assinalada no historial pela primeira subida à II Divisão Nacional, sob o comando técnico de Daniel Barreto e na presidência de Mário Augusto Ferreira Marques. Na década seguinte, o clube encontra o caminho dos seus maiores sucessos desportivos.
A 8 de Dezembro de 1981 inaugura o estádio, em 1983/84 sobe da III para a II Divisão Nacional, depois de vencer a Série A daquele escalão. Na temporada seguinte (1984/85) sagra-se Campeão Nacional da II Divisão, alcançando, assim, a tão deseja chegada ao mais alto patamar do futebol nacional, pelo comando do professor Neca, um nome para sempre ligado aos avenses pelo facto de ter pegado na equipa na III Divisão e, de sucesso em sucesso, chegou à I Divisão. E, mais uma vez, foi pela mão desta histórica figura, que o clube voltou a atingir, por mais duas vezes, o escalão máximo do futebol nacional (1999/00 e 2005/06), acabando, contudo, por nunca conseguir a manutenção entre os “grandes”. Associados a estes feitos estiveram os dirigentes do Clube Armando Brandão de Almeida e António José Freitas.
A 30 de Abril de 2017 o Desportivo das Aves sobe à Primeira Liga, pela quarta vez na sua história. Em 2017/2018, após vencer o Moreirense em Moreira de Cónegos por 3-0, o Desportivo das Aves assegurou a manutenção na Primeira Liga, pela primeira vez.
A edição 2017/18 da Taça de Portugal também foi histórica pois foi a primeira vez que o Clube Desportivo das Aves chegou às meias-finais da prova na sua história, tendo ultrapassado o Caldas Sport Clube, e, na final da prova, venceu o Sporting Clube de Portugal por 2-1, com golos de Alexandre Guedes.

## Plantel Atual
Atualizado em 15 de maio de 2020

## Histórico

### Palmarés[carecede fontes?]
| Competições Nacionais | Competições Nacionais | Competições Nacionais | Competições Nacionais |
| Competição            | Competição            | Venceu                | Épocas                |
| --------------------- | --------------------- | --------------------- | --------------------- |
|                       | Taça de Portugal      | 1                     | 2017/18               |
|                       | II Divisão B          | 1                     | 1984/85               |
|                       | Total de trofeús      | 1                     | 1 Nacional            |

#### Outros Escalões
- S23

1 Nacional Sub-23: 2018/19
1 Taça Revelação Sub-23: 2018/19
- Jun.A S19

1 AF Porto Juniores A 2ª Divisão: 2018/19B
2 AF Porto Jun.A Taça Acácio Lello: 1998/99, 2009/10
- Jun.B S17

2 AF Porto Jun.B 2ª Divisão: 1996/97, 2005/06

### Presenças[carecede fontes?]
| Nacionais  | Nacionais        | Nacionais | Nacionais         |
| Competição | Competição       | Presenças | Melhor posição    |
| ---------- | ---------------- | --------- | ----------------- |
|            | Primeira Liga    | 6         | 13º               |
|            | Segunda Liga     | 25        | 1º                |
|            | Segunda Divisão  | 19        | 1º                |
|            | Terceira Divisão | 20        | 1º                |
|            | Taça de Portugal | 52        | Vencedor          |
|            | Supertaça        | 1         | Finalista Vencido |
|            | Taça da Liga     | 13        |                   |

### Classificações por época
| Época     | Nível | Divisão                       | Classificação | Taça de Portugal |
| --------- | ----- | ----------------------------- | ------------- | ---------------- |
| 1979/1980 | 3     | Terceira Divisão (Série A)    | 8º            | 1/128            |
| 1980/1981 | 3     | Terceira Divisão (Série A)    | 7º            | 1/64             |
| 1981/1982 | 3     | Terceira Divisão (Série A)    | 5º            | 1/32             |
| 1982/1983 | 3     | Terceira Divisão (Série A)    | 3º            | 1/32             |
| 1983/1984 | 3     | Terceira Divisão (Série A)    | 1º            | 1/128            |
| 1984/1985 | 2     | Segunda Divisão               | 1º            | 1/64             |
| 1985/1986 | 1     | Primeira Divisão              | 13º           | 1/32             |
| 1986/1987 | 2     | CN da Segunda Divisão (Norte) | 10º           | 1/64             |
| 1987/1988 | 2     | CN da Segunda Divisão (Norte) | 6º            | 1/16             |
| 1988/1989 | 2     | CN da Segunda Divisão (Norte) | 5º            | 1/64             |
| 1989/1990 | 2     | CN da Segunda Divisão (Norte) | 3º            | 1/32             |
| 1990/1991 | 2     | Segunda Divisão               | 12º           | 1/64             |
| 1991/1992 | 2     | Segunda Divisão               | 9º            | 1/16             |
| 1992/1993 | 2     | Segunda Divisão               | 9º            | 1/32             |
| 1993/1994 | 2     | Segunda Divisão               | 10º           | 1/4              |
| 1994/1995 | 2     | Segunda Divisão               | 15º           | 1/32             |
| 1995/1996 | 2     | Segunda Divisão               | 4º            | 1/8              |
| 1996/1997 | 2     | Segunda Divisão               | 8º            | 1/8              |
| 1997/1998 | 2     | Segunda Divisão               | 15º           | 1/16             |
| 1998/1999 | 2     | Segunda Divisão               | 4º            | 1/64             |
| 1999/2000 | 2     | Segunda Divisão               | 3º            | 1/64             |
| 2000/2001 | 1     | Primeira Divisão              | 17º           | 1/16             |
| 2001/2002 | 2     | Segunda Liga                  | 7º            | 1/32             |
| 2002/2003 | 2     | Segunda Liga                  | 6º            | 1/64             |
| 2003/2004 | 2     | Segunda Liga                  | 8º            | 1/32             |
| 2004/2005 | 2     | Segunda Liga                  | 5º            | 1/8              |
| 2005/2006 | 2     | Segunda Liga                  | 2º            | 1/8              |
| 2006/2007 | 1     | Primeira Divisão              | 16º           | 1/4              |
| 2007/2008 | 2     | Segunda Liga                  | 8º            | 1/4              |
| 2008/2009 | 2     | Segunda Liga                  | 11º           | 1/16             |
| 2009/2010 | 2     | Segunda Liga                  | 9º            | 1/64             |
| 2010/2011 | 2     | Segunda Liga                  | 8º            | 1/64             |
| 2011/2012 | 2     | Segunda Liga                  | 3º            | 1/4              |
| 2012/2013 | 2     | Segunda Liga                  | 5º            | 1/8              |
| 2013/2014 | 2     | Segunda Liga                  | 4º            | 1/4              |
| 2014/2015 | 2     | Segunda Liga                  | 18º           | 1/16             |
| 2015/2016 | 2     | Segunda Liga                  | 8º            | 1/8              |
| 2016/2017 | 2     | Segunda Liga                  | 2º            | 1/32             |
| 2017/2018 | 1     | Primeira Liga                 | 13°           | 1º               |
| 2018/19   | 1     | Primeira Liga                 | 14º           | 1/4              |
| 2019/20   | 1     | Primeira Liga                 | 18º           | 1/64             |
| 2020/21   | -     | -                             | -             | -                |

- Legenda das cores na pirâmide do futebol português

     1º nível (1ª Divisão / 1ª Liga)
     2º nível (até 1989/90 como 2ª Divisão Nacional, dividido por zonas, em 1990/91 foi criada a 2ª Liga)
     3º nível (até 1989/90 como 3ª Divisão Nacional, depois de 1989/90 como 2ª Divisão B/Nacional de Seniores/Campeonato de Portugal)
     4º nível (entre 1989/90 e 2012/2013 como 3ª Divisão, entre 1947/48 e 1989/90 e após 2013/14 como 1ª Divisão Distrital)
     5º nível
     6º nível
     7º nível

## Estádio
O Desportivo das Aves joga no seu estádio, o "Estádio do Clube Desportivo das Aves". Inaugurado em 1981, este estádio tem sido continuamente restaurado. O Estádio tem também uma pista de atletismo, embora inativa. Os balneários foram construídos no ano 2000 de forma a candidatar-se a centro de treinos do euro 2004 e as bancadas centrais foram totalmente encadeiradas na época 2006/07. Já em 2023, com a colocação de cadeiras na totalidade do recinto e a requalificação dos lugares de camarotes, a lotação terá caído para cerca de 6 230 espectadores.

## Curiosidades
- O Clube Desportivo das Aves tem como claque a Força Avense.[17][5][18]
- O seu rival mais antigo é o Futebol Clube Tirsense.[1] Tem ainda como rival o Futebol Clube de Famalicão.

- Tem também como adeptas assumidas duas apresentadoras de televisão:  Júlia Pinheiro e a jovem Sara Cecília, ambas da SIC.[19][20]